# Neohelvibotys
Neohelvibotys é um gênero de mariposa pertencente à família Crambidae.